# OSIRIS-REx
L'Origins, Spectral Interpretation, Resource Identification, Security, Regolith Explorer (OSIRIS-REx) és una sonda espacial de la NASA llançada el 9 de setembre de 2016 (7:05 p.m. del 8 de setembre, hora local de Cap Canaveral). L'objectiu n'és arribar a l'asteroide Bennu, recollir una mostra del material de la seva superfície, i tornar a la terra perquè aquesta mostra sigui analitzada.
La sonda va arribar a l'asteroide el 4 de desembre de 2018 i el 2019 començarà la recollida de la mostra que es farà per mitjà d'un braç de la sonda, que aconseguirà la superfície de l'asteroide i farà contacte durant cinc segons. En aquest lapse serà projectat un doll de nitrogen que arrossegarà porcions de la regolita que seran capturats per un filtre. Aquest procés es repetirà diverses vegades fins a l'any 2021, quan la sonda emprengui el retorn a la terra.
Està previst que en aquestes maniobres siguin recollits més de 60 grams de material de l'asteroide, que seran dipositats en una càpsula que finalment serà la que arribi a la superfície de la Terra al setembre de 2023.
La sonda posseeix tres càmeres. Una d'elles de llarg abast anomenada PolyCam, va obtenir imatges de l'asteroide des d'una distància de 2 milions de quilòmetres, i obtindrà imatges d'alta resolució del lloc d'on sigui obtinguda la mostra amb el braç.
La segona càmera, anomenada MapCam, farà una cartografia de tot l'asteroide amb imatges en color. Addicionalment documentarà fragments i roques que estiguin als voltants orbitant a l'asteroide.
La tercera càmera, anomenada SamCam, documentarà el moment en què el braç de la sonda realitzi el recullo de material de la superfície.
A més de l'anàlisi de la mostra, la sonda té l'objectiu de conèixer l'asteroide, obtenint dades sobre l'origen del sistema solar, i d'altra banda tenir majors dades sobre asteroides que tenen possibilitat d'estavellar-se contra la terra per evitar-ho o mitigar-ne els efectes.

## Recollida de la mostra
La maniobra de recol·lecció de la mostra es realitzarà de la següent manera: La sonda descriurà una òrbita d'acostament a l'asteroide, de manera que tingui la mateixa direcció que el moviment de rotació de l'asteroide, i descrivint una quarta òrbita a la seva al voltant, moment en el qual s'aproparà a la superfície. A tot moment el braç estarà desplegat apuntant sempre en direcció a l'asteroide. Quan el braç toqui la superfície es produirà la recol·lecció i immediatament la sonda s'allunyarà en una direcció gairebé vertical respecte a l'asteroide.
Quan es produeixi el contacte un ressort en el braç suportarà la inèrcia del cop, posant-se sobre la superfície el coixí de recol·lecció. En aquest moment es dispararà el doll de nitrogen que arrossegarà material de l'asteroide fins als filtres. La mostres preses abastaran aproximadament 26 cm² de la superfície de l'asteroide.
Quan conclogui la recol·lecció, la sonda s'allunyarà amb una embranzida de 0,7 m/sec i només quan estigui a una distància segura s'enviaran les dades i s'avaluarà la maniobra, que serà filmada íntegrament per la càmera SAMCAM. Si es recol·lecta una quantitat menor a 60 g de material, es podrà planificar una nova maniobra fins a un màxim de tres vegades en total.